# Richard Depoorter
Richard Depoorter (Ichtegem, 29 april 1915 - Wassen, 16 juni 1948) was een Belgische wielrenner. Hij was beroepsrenner van 1937 tot 1948. In 1943 en 1947 won hij Luik-Bastenaken-Luik en in 1946 behaalde hij het eindklassement van het "Omnium van de Weg" in Namen. 

## Overlijden
Hij stierf op 16 juni 1948 in de Ronde van Zwitserland nadat hij in een tunnel werd overreden door een volgwagen. Bij de autopsie werden meervoudige breuken en bandensporen op zijn lichaam vastgesteld.
De volgwagen werd bestuurd door Louis Hanssens, en onder de passagiers was ook Lomme Driessens. De chauffeur werd later veroordeeld.
Met een jaarlijkse koers, de Grote Prijs Richard Depoorter  wordt zijn naam in Vlaanderen  levend gehouden.

## Resultaten in voornaamste wedstrijden
| Jaar | Gent-Wevelgem | Ronde van Vlaanderen | Parijs-Roubaix | Luik-Bast.‑Luik | Waalse Pijl |
| ---- | ------------- | -------------------- | -------------- | --------------- | ----------- |
| 1939 |               |                      |                |                 |             |
| 1943 |               | 32e                  |                | ↑               |             |
| 1944 |               | 19e                  |                |                 |             |
| 1945 | 11e           |                      |                |                 | 6e          |
| 1946 |               |                      |                |                 | 9e          |
| 1947 | 17e           |                      |                | ↑               |             |
| 1948 |               |                      | 25e            | 10e             |             |